# Muna el-Kurd
Muna el-Kurd (en árabe: منى الكرد‎ ; Sheij Yarrah, 15 de mayo de 1998) es una activista y periodista palestina. En 2021 fue incluida, junto a su hermano Mohammed el-Kurd, en la lista Time 100 que reconoce a las personas más influyentes del año, por mostrar al mundo la realidad de la controversia de Sheij Yarrah que terminó siendo uno de los detonantes del conflicto entre la Franja de Gaza e Israel de 2021.

## Trayectoria
El-Kurd nació en una familia de musulmanes palestinos en el barrio de Sheij Yarrah, en Jerusalén Este, Cisjordania ocupada por Israel, el 15 de mayo de 1998. Desde muy temprana edad, su familia sufrió amenazas de desalojo de su casa por parte de las autoridades israelíes. En 2009, colonos israelíes se apoderaron de parte de la casa de su familia en Sheij Yarrah.
En 2021, la familia de Muna fue una de las once familias palestinas que fueron amenazadas con el desalojo de su casa por decisión de un tribunal israelí. Se les dio 30 días para abandonar la casa, pero el abogado de la familia presentó un recurso de apelación ante el tribunal de distrito. Las tensiones entre las autoridades israelíes y los palestinos en Jerusalén Este finalmente desencadenaron la crisis entre Israel y Palestina de 2021. El 6 de junio de 2021, Muna y su hermano Mohammed fueron arrestados por la policía israelí. Fueron puestos en libertad el mismo día.
En 2021, se graduó en periodismo por la Universidad de Birzeit. Denunció junto a su hermano, a través de publicaciones en Internet y apariciones en los medios de comunicación, la ocupación en Jerusalén Este, contribuyendo a provocar un cambio internacional en la retórica respecto a Israel y Palestina.

## Reconocimientos
En 2021 Muna fue reconocida como una de las personas más influyentes del mundo al ser incluida, junto a su hermano, en la lista Time 100.